# Club Deportivo Juventud Gloria
El Juventud Gloria es un club de fútbol peruano, de la ciudad de Huamanga en el departamento de Ayacucho. El club fue fundado en 1970 y participa en la Copa Perú.

## Historia
Fue fundado el 10 de julio de 1970 en el barrio Yuraq Yuraq. En la Copa Perú 2003 fue campeón departamental de Ayacucho y llegó a la etapa regional donde fue eliminado por Deportivo Educación.
En 2008 el equipo fue apoyado por la empresa Inti Gas y participó con el nombre de Juventud Gloria - Inti Gas. Ese año se creó la Liga Superior de Ayacucho contando con Juventud Gloria como uno de los participantes de su primera edición. En ese torneo finalizó en segundo lugar detrás de Pichari VRAE y clasificó a la liguilla final de la etapa departamental. Allí fue eliminado al terminar en tercer lugar detrás de Sport Huamanga y Deportivo Municipal de Huamanga que clasificaron a la Etapa Regional. Al año siguiente participó nuevamente de la Liga Superior pero se retiró del torneo en las primeras fechas.
En 2012 fue campeón distrital y provincial siendo eliminado en la semifinal de la Etapa Departamental por Deportivo Municipal de Pichari. En 2016 descendió a la Segunda División distrital y en 2018 logró el segundo lugar en esa categoría retornando a la Primera Distrital. En 2025 terminó penúltimo en su liga y volvió a descender a la Segunda distrital.

## Uniforme
- Uniforme titular: Camiseta verde, pantalón verde, medias verdes.
- Uniforme alternativo: Camiseta blanca, pantalón blanco, medias blancas.

## Palmarés

### Torneos regionales
| Competición regional                 | Títulos           | Subcampeonatos |
| ------------------------------------ | ----------------- | -------------- |
| Etapa Regional - Región VI (0/1)     |                   | 2003.          |
| Liga Departamental de Ayacucho (1/1) | 2003.             |                |
| Liga Superior de Ayacucho (0/1)      |                   | 2008.          |
| Liga Provincial de Ayacucho (2/0)    | 2003, 2012.       |                |
| Liga Distrital de Ayacucho (3/1)     | 2003, 2012, 2015. | 2014.          |